# Abberley Hall

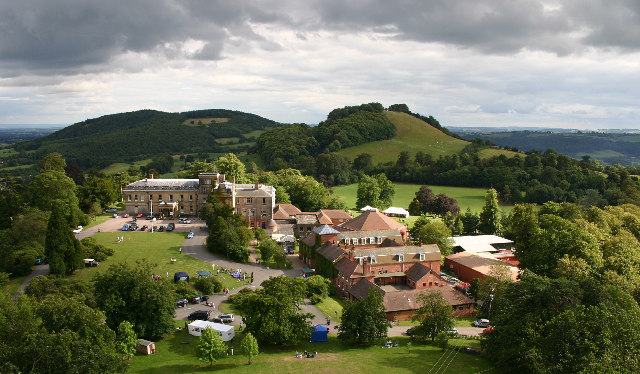
Abberley Hall.

Abberley Hall ist ein Landhaus im Nordwesten der englischen Grafschaft Worcestershire. Das heutige Haus im Italianate-Stil wurde 1846 bis 1849 nach Plänen von Samuel Daukes gebaut. Seit 1916 ist in dem Haus, das English Heritage als historisches Bauwerk II*. Grades gelistet hat, die ‚‘Abberley Hall School‘‘ untergebracht. Die Gärten sind als historische Gärten II. Grades im ‚‘National Register of Historic Parks and Gardens‘‘ gelistet. In der Gegend von Stourport-on-Severn gibt es viele Land- und Herrenhäuser, z. B. Witley Court, Astley Hall, Pool House, Areley Hall, Hartlebury Castle und Abberley Hall mit seinem Uhrenturm.

## Geschichte
Während des gesamten Mittelalters war das Anwesen, auf dem heute Abberley Hall steht, in Besitz der Familie De Toeni aus dem Dorf Elmley Castle in Worcestershire. Ein „Hauptanwesen“ wurde 1309 urkundlich erwähnt und Habington schreibt, dass „Abberley schon seit Alters her der Hauptsitz von Lord Thony in dieser Grafschaft“ gewesen sei. In den 1530er-Jahren erwähnte John Leland eine Burg in Abberley, aber es gibt keinen anderen Hinweis darauf, dass ein Haus auf diesem Grundstück mehr als ein Herrenhaus gewesen sein könnte. König Heinrich VIII. verlehnte das Anwesen 1531 an seinen Pagen der Privatgemächer, Sir William Walshe, und es wurde in der Familie weitervererbt bis an den Dichter und Literaturkritiker William Walshe († 1708). Von diesem fiel es durch Heirat an die Familie Bromley. Von da an weiß man nichts mehr über das Anwesen bis zur Veröffentlichung einer Zeichnung in Dr. Treadway Russell Nashs Buch History of Worcestershire, wo man ein dreistöckiges Haus mit einem fünf Joche breiten Mittelblock, ein Joch breiten, vorspringenden Flügeln, einer auffälligen Laterne und einer Eingangstür mit gebrochenem, segmentierten Ziergiebel sieht. Dieses Bild könnte aus der Zeit des Besitzes von William Walshe (1682–1708) oder dem seines Nachfolgers, Francis Bromley (1708–ca. 1740) stammen. Ein irregulärer Flügel weist darauf hin, dass das Aussehen des Hauses in den 1830er-Jahren eher das Resultat eines Umbaus des früheren Hauses denn eines Neubaus gewesen sein könnte. Nachdem Colonel Bromley in den 1830er-Jahren verstorben war und sieben Töchter und keinen Sohn hinterließ, entschlossen sich seine Nachlassverwalter, das Anwesen zu verkaufen, das weniger als 320 Hektar umfasste und stark mit Schulden belastet war.
Das alte Haus befand sich in sehr schlechtem Zustand und John Lewis Moilliet, der es 1836 kaufte, ließ es abreißen und beauftragte den Architekten Samuel Daukes ein neues Haus im Italianate-Stil zu errichten. Dies war Daukes' erster großer Auftrag zum Bau eines Landhauses. Moilliet starb 1845 und an Weihnachten desselben Jahres brannte sein neues Haus nieder. Moilliets Witwe und sein Sohn beauftragten sofort Daukes erneut mit dem Wiederaufbau, der 1846–1849 auf den alten Fundamenten und offenbar im selben Stil erfolgte. Für einen späteren Eigentümer, John Joseph Jones, wurde das Haus von James Piers St Aubyn um 1883 erweitert und innen umdekoriert. Das Haus besitzt eine gute klassizistische Innenausstattung, die von St Aubyn irgendwie verändert wurde, der eine Reihe schwarzer Kaminsimse einbauen ließ. Der obere Teil des Belvederes am Haus wurde 1962 entfernt und etwa 1970–1975 ein Haus für den Schuldirektor an der Gartenfassade angebaut, das in seinem brutalistischen Stil keinerlei Bezug zum älteren Gebäude hat.

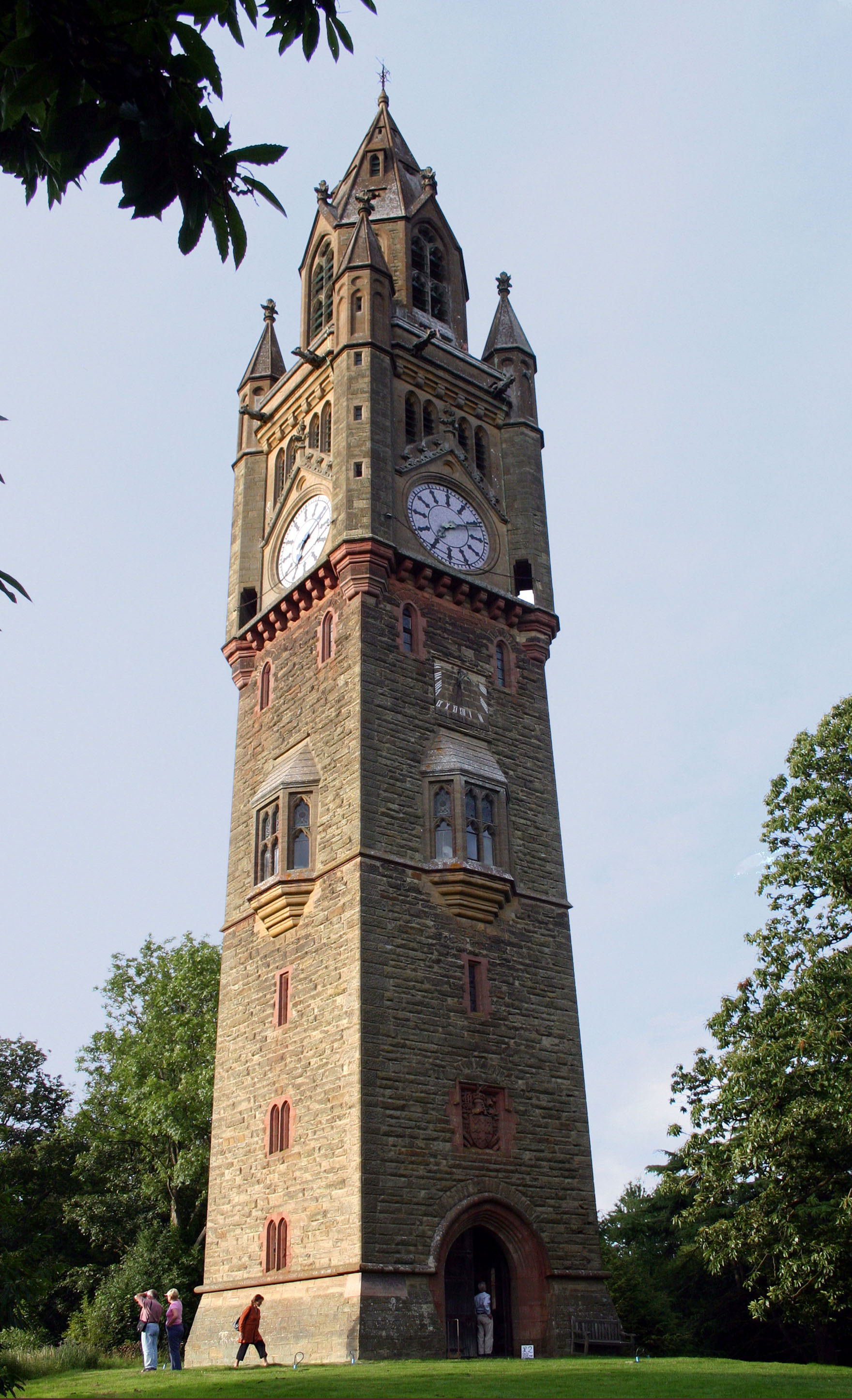
Der Uhrenturm von 1883–1885

Ein Park ist schon 1280 urkundlich erwähnt und Habinton schreibt im 17. Jahrhundert von „einem Park auf einem mächtigen Hügel“. 1836 umfasste er 76,8 Hektar. St Aubyn baute 1883–1885 auch einen Uhrenturm, heute ebenfalls ein historisches Bauwerk II*. Grades, und eine Eingangslodge. Die North Lodge und verschiedene Gebäude auf dem Anwesen baute der Architekt John Douglas um 1888, auch wenn eine frühere Lodge bereits 1753 erwähnt ist.
Die Abberley Hall School erwarb sich einen guten Ruf; der Good Schools Guide nennt sie “eine Wonne”.

## Liste der Eigner des Anwesens
bis 1487: Familie De Toeni aus Elmley Castle

1487–1531: Krone

ab 1531: Sir Walter Walshe, Page der Privatgemächer des Königs

bis ca. 1590: Walter Walshe (* 1550) aus Marlborough

ca. 1590-1610: Krone

1610–1645: William Walshe (* 1581)

1645–1682: Joseph Walshe (* 1634), Royalist

1682–1708: Dichter William Walshe (1663–1708), Parlamentsabgeordneter, Gentleman of the Horse
ab 1708: Francis Bromley, namens seiner Gattin Anne (geb. Walshe)

ab 1769: William Bromley

1769–1803: Robert Bromley, d.s.p.

1803–1837: Colonel Henry Bromley († 1837)

1844–1845: John Lewis Moilliet, Banker aus Birmingham und Genf

1845–1867: James Moilliet, 1861 High Sheriff of Worcestershire

1867–1880: Joseph Jones V. (1817–1880), ein Kohlen-, Baumwoll- und Bankmagnat aus Oldham

1880–1888: John Joseph Jones (1830–1888), Vetter von Joseph Jones V. und Sohn von William Jones Senior (1. Bürgermeister von Oldham)

1888–1902: William Jones Junior (1832–1902), 1899 High Sheriff of Worcestershire; Bruder von John Joseph Jones

ab 1902: Frederick William Jones, Sohn von William Jones Junior

bis 1916: James Arthur Jones, Bruder von Frederick William Jones

1916-heute: Abberley Hall School